# Liste der Biografien/Puf
Liste der Biografien |
Portal Biografien |
Personensuche
# |
A |
B |
C |
D |
E |
F |
G |
H |
I |
J |
K |
L |
M |
N |
O |
P |
Q |
R |
S |
T |
U |
V |
W |
X |
Y |
Z |
?
 
Pa |
Pc |
Pe |
Pf |
Ph |
Pi |
Pj |
Pk |
Pl |
Pm |
Pn |
Po |
Pr |
Ps |
Pt |
Pu |
Pv |
Pw |
Py
 
Pua |
Pub |
Puc |
Pud |
Pue |
Puf |
Pug |
Puh |
Pui |
Puj |
Puk |
Pul |
Pum |
Pun |
Puo |
Pup |
Pur |
Pus |
Put |
Puu |
Puv |
Puy |
Puz
Die Liste der Biografien führt alle Personen auf, die in der deutschsprachigen Wikipedia einen Artikel haben. Dieses ist eine Teilliste mit 28 Einträgen von Personen, deren Namen mit den Buchstaben „Puf“ beginnt.

## Puf

### Pufa
- Pufahl, Mario (* 1971), deutscher Dozent, Buchautor und Managementberater
- Pufal, Gustav (1895–1950), deutscher Gewerkschafter

### Pufe
- Pufe, Margitta (* 1952), deutsche Leichtathletin und Olympiamedaillengewinnerin
- Pufelska, Agnieszka (* 1973), polnisch-deutsche Kultur- und Ideenhistorikerin
- Pufendorf, Esaias von (1628–1689), Diplomat in schwedischen und dänischen Diensten
- Pufendorf, Friedrich Esaias (1707–1785), deutscher Jurist
- Pufendorf, Friedrich von († 1852), deutscher Verwaltungsjurist
- Pufendorf, Ludwig August von (1859–1931), deutscher Politiker
- Pufendorf, Lutz von (* 1942), deutscher Rechtsanwalt, Politiker (CDU) und Staatssekretär (Berlin)
- Pufendorf, Max von (* 1976), deutscher Schauspieler
- Pufendorf, Rudolf von (1900–1943), deutscher Kapitän zur See der Kriegsmarine
- Pufendorf, Samuel von (1632–1694), deutscher Naturrechtsphilosoph und Historiker
- Pufendorf, Ulrich von (1901–1989), deutscher Diplomlandwirt und Publizist
- Pufendorf, Wilhelm von (1790–1838), deutscher Jurist und Richter am obersten Gericht des Königreichs Hannover

### Puff
- Puff, Alois (1890–1973), italienischer Widerstandskämpfer (Südtirol)
- Puff, Ansgar (* 1956), deutscher Geistlicher, Weihbischof im Erzbistum Köln
- Puff, Christian (1949–2013), österreichischer Botaniker
- Puff, Helmut (* 1961), deutscher Germanist und Historiker
- Puff, Johanna (* 2002), deutsche Biathletin
- Puff, Michael, österreichischer Arzt
- Puff, Rudolf Gustav (1808–1865), untersteirischer Schriftsteller und Dichter
- Puff, Theodor (1927–1999), deutscher Fußballspieler
- Puff, Wilhelm (1889–1983), deutscher Schriftsteller
- Puff-Trojan, Andreas (* 1960), österreichischer Autor und Literaturwissenschaftler
- Puffholdt, Moritz Erdmann (1827–1890), deutscher Komponist, Dirigent, Geiger und Musikdirektor

### Pufk
- Pufke, Andrea (* 1967), deutsche Denkmalpflegerin

### Pufp
- Pufpaff, Sebastian (* 1976), deutscher Kabarettist und ModeratorSebastian Pufpaff (* 1976)

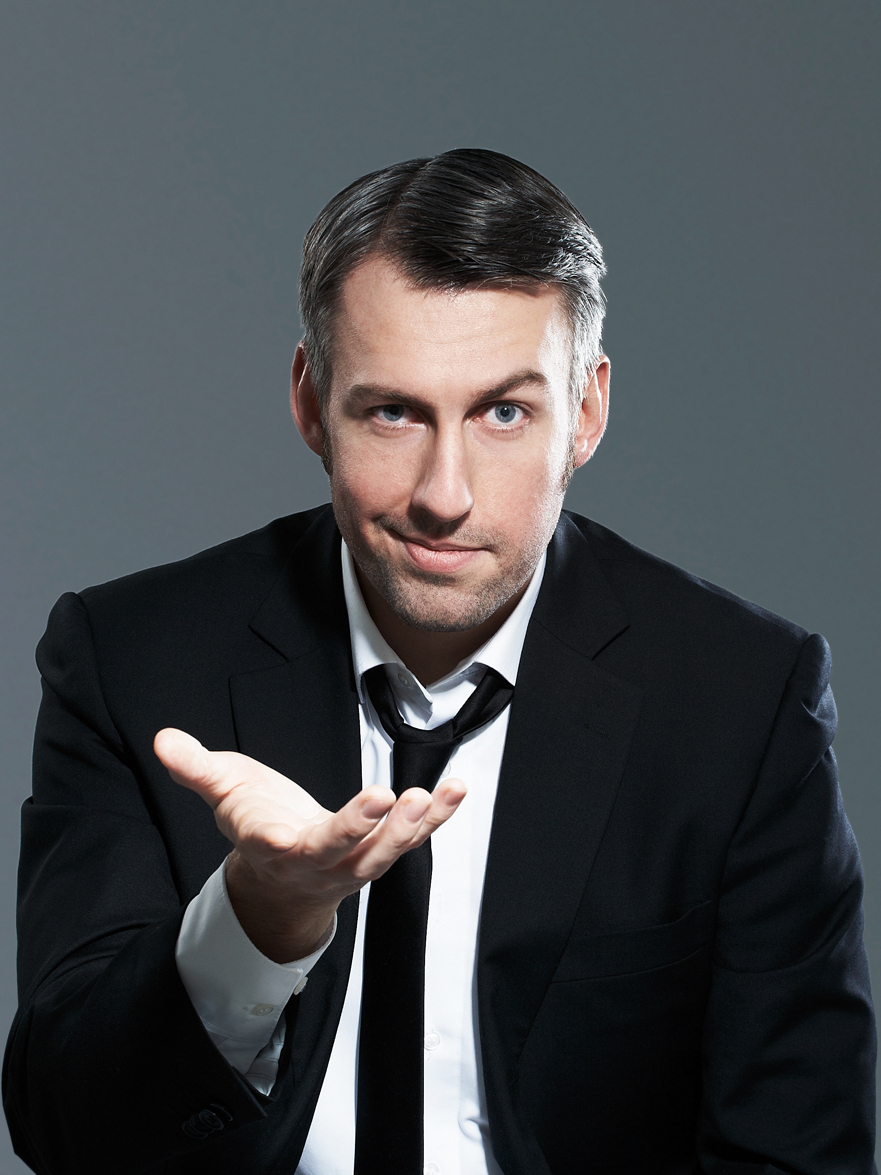
Sebastian Pufpaff (* 1976)

- Pufpaff, Walter (1899–1942), deutscher Generalstaatsanwalt am Mecklenburgischen Oberlandesgericht in Rostock